# Acrotylus apricarius
Acrotylus apricarius är en insektsart som beskrevs av Carl Stål 1873. Acrotylus apricarius ingår i släktet Acrotylus och familjen gräshoppor. Inga underarter finns listade i Catalogue of Life.